# Venantius Opilio
Venantius Opilio war ein spätantiker römischer Politiker zur Zeit des Ostgotenreichs des 6. Jahrhunderts.
Opilio gehörte der römischen Aristokratie an und führte die Ehrentitel vir clarissimus und vir illustris sowie Patricius. Wahrscheinlich vor 506 diente er als praefectus praetorio Italiae. Im Jahr 524 war Opilio zusammen mit Kaiser Justin I. Konsul.
Eine Inschrift aus Padua dokumentiert, dass Opilio die Basilika der heiligen Justina „von den Grundmauern an“ errichtete und „mit Gottes Hilfe vollendete.“
Ein Brief von Papst Gregor I. aus dem Jahr 592 erwähnt seinen Neffen Venantius (Venantius nepos quondam Opilionis patricii), der ein Ehrenkonsulat gegen Zahlung von 30 Pfund Gold anstrebte.